# Берсеневские Выселки
Берсеневские Выселки  — посёлок в Лямбирском районе Мордовии в составе Берсеневского сельского поселения.

## География
Находится на расстоянии примерно 2 км на запад от северо-западной границы города Саранск.

## История
Посёлок основан в 1923 переселенцами из села Берсеневка

## Население
Постоянное население составляло 87 человека (русские 92 %) в 2002 году, 100 в 2010 году.